# غراهام ريد (لاعب كرة قدم)
غراهام ريد (بالإنجليزية: Graham Reed)‏ هو لاعب كرة قدم بريطاني في مركز نصف الجناح، ولد في 6 فبراير 1938 في King's Lynn ‏ في المملكة المتحدة. لعب مع نادي سندرلاند.